# Dicentim
Dicentim, ou Dicentim le petit Franc, est une série de bande dessinée humoristique française créée en 1973 par Jacques Kamb.

## Historique
C'est sous la plume de l'auteur de bande dessinée français Jacques Kambouchner, alias Jacques Kamb, dessinateur et scénariste pour La Vie Ouvrière, L'Humanité et Vaillant, que Dicentim voit le jour, le 12 décembre 1973.
En 1969, alors que le no 1 de Pif Gadget est en pleine préparation, Kamb présente un nouveau projet : Pépépok, un homme des cavernes accompagné d'un oiseau préhistorique. Seule l'idée du volatile est retenue. Ainsi, Couik, oiseau sage et astucieux, amusera les plus jeunes lecteurs de Pif Gadget jusqu'à la fin de l'année 1973. À cette date, Michel Nicolini, rédacteur en chef du magazine, demande à Kamb un nouveau personnage.
Dicentim le petit Franc voit donc le jour, chapeauté d'un petit casque en forme d'obus. Il vit à Poilenville, la ville gouvernée par Poilenpogne, un roi fainéant. La plupart des gags de Dicentim le présentent en lutte avec Bougredane (dont le nom est un jeu de mots basé sur « bougre d'âne » et la terminaison en « -ane » dans le style médiéval carolingien), le capitaine des gardes calculateur et fourbe dont Dicentim se joue systématiquement au cri bien connu de « Bougredane et bougredandouille ne font qu'un ! ».
Au fil des aventures, de nouveaux personnages font leur apparition : Etulla (le roi des Zhuns et des Zothres, jeu de mots sur les Huns), Débilus (le vieux sage), Cogitus (le savant), Décibelle (la nièce du roi, jeu de mots sur décibel) et Fro, le mage blanc...
« Comment un tel personnage m’est venu à l'esprit ? A vrai dire, c'était inconscient... car quelques années plus tard, on m'a fait remarquer qu'en 1964, bien avant l'époque de Dicentim, j'avais déjà dessiné une histoire, juste une, dans Vaillant. Elle avait pour titre Santim, le petit franc ».
Dicentim prend rapidement de l'ampleur : des gags en une planche, il passe aux histoires sur plusieurs pages, puis au Dicentim Poche (version petit format des aventures du héros) et même à l'album cartonné La Clef d'or d'Inator (paru en 1986 aux éditions Messidor-La Farandole), chose rare pour les héros de Pif Gadget. En 1988, en raison de problèmes financiers, l'éditeur décide de stopper toute nouvelle création (sauf celle de Pif) et de ne faire le magazine qu'avec des rééditions de planches déjà parues. Dicentim fait à nouveau partie de cette version vieillissante du magazine... jusqu'en 1993, année de l'arrêt définitif de Pif Gadget.

## Le retour de Dicentim
Le 14 juin 2000, Jacques Kamb fait un don de vingt planches originales au musée de la bande dessinée d'Angoulême (CNBDI) par l'intermédiaire de Frédéric Maye. Neuf d'entre elles concernent Dicentim.
En décembre 2001, une histoire inédite de Dicentim est publiée en noir et blanc dans La Lettre des Amis du musée de la bande dessinée d'Angoulême. Le titre est Dicentim d'Euro et revient sur le passage à l'euro.
En 2003, les éditions Daric éditent l'album de Dicentim Bougre de Gong, composé de nouvelles aventures.
En avril 2004, le no 3 du magazine Bedeka brosse un portrait de Jacques Kamb et propose une histoire de Dicentim, ce qui marque son grand retour dans la presse kiosque. Quelques mois plus tard, c'est dans la nouvelle formule du journal Pif Gadget que le petit personnage renaît.
En novembre 2014, sort un « ultime » numéro de Dicentim Poche, sous-titré Bougre de film !. Reprenant le format habituel des « poches », Kamb y propose un récit complet inédit, des reprises de récits des années 1970 et des gags inédits. La sortie de ce recueil, trente-quatre ans après la dernière parution de Dicentim Poche (no 11) en juillet 1980, accompagne le vaste projet audiovisuel relatant l'histoire de Vaillant à Pif Gadget, réalisé par Jean-Luc Muller (également coauteur de ce recueil).